# Schaarbaankegelen

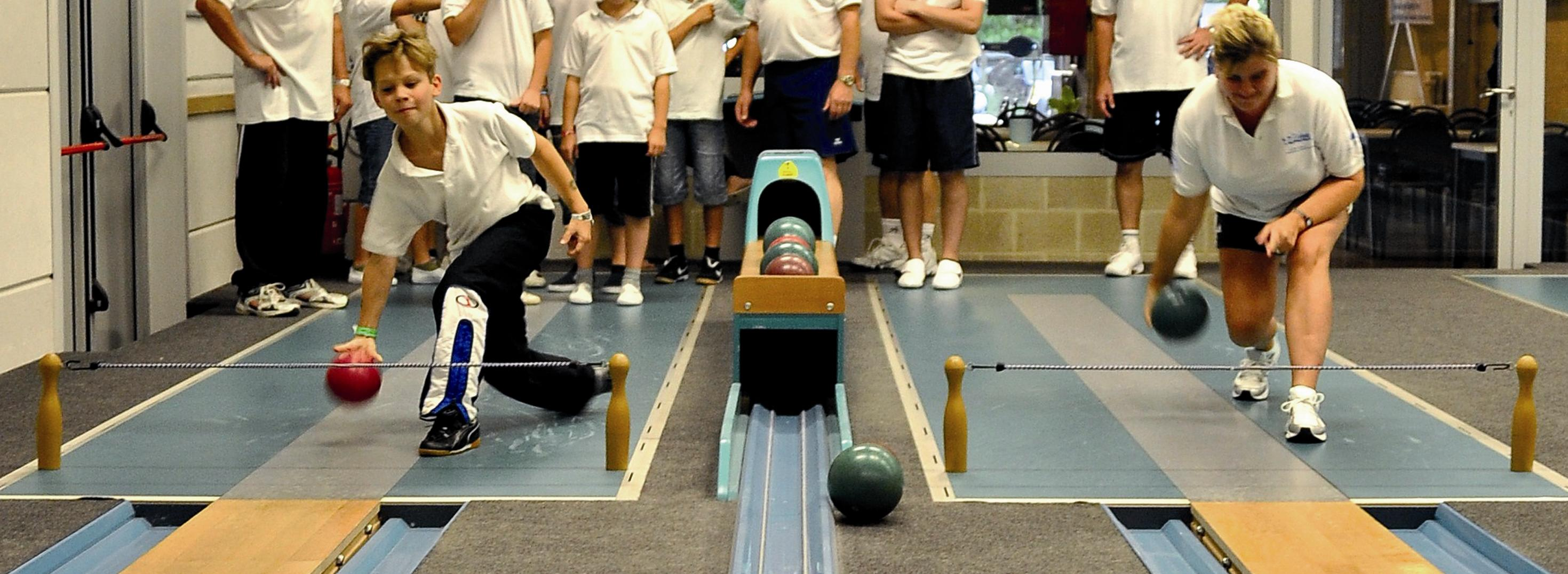
Schaarbaankegelen

Schaarbaankegelen is een voorloper van het Bowlen die in België, Nederland, Luxemburg, Duitsland, Frankrijk, Italië, Brazilië en Argentinië beoefend wordt.

## Geschiedenis
Kegelen is een oud werpspel dat al bij de Oude Egypte, Romeinen en tijdens de Middeleeuwen populair was. Er werd niet alleen gekegeld in herbergen, maar ook op de kegelbaan in de kasteeltuin. Door de immigratiegolf van Europeanen naar de Nieuwe Wereld kwam het kegelspel uiteindelijk ook in Amerika terecht. Daar ontstond het bowling.
Bij bowling werden 10 kegels (tegenover 9 bij het traditionele kegelen) opgesteld in een driehoek (tegenover de ruitvorm bij het traditionele kegelen). Bowling wordt nu nog steeds met tien kegels gespeeld en is in deze vorm naar Europa teruggekeerd. Ondertussen bleven verschillende traditionele kegelspelen, zoals het schaarbaankegelen in Europa verder leven.

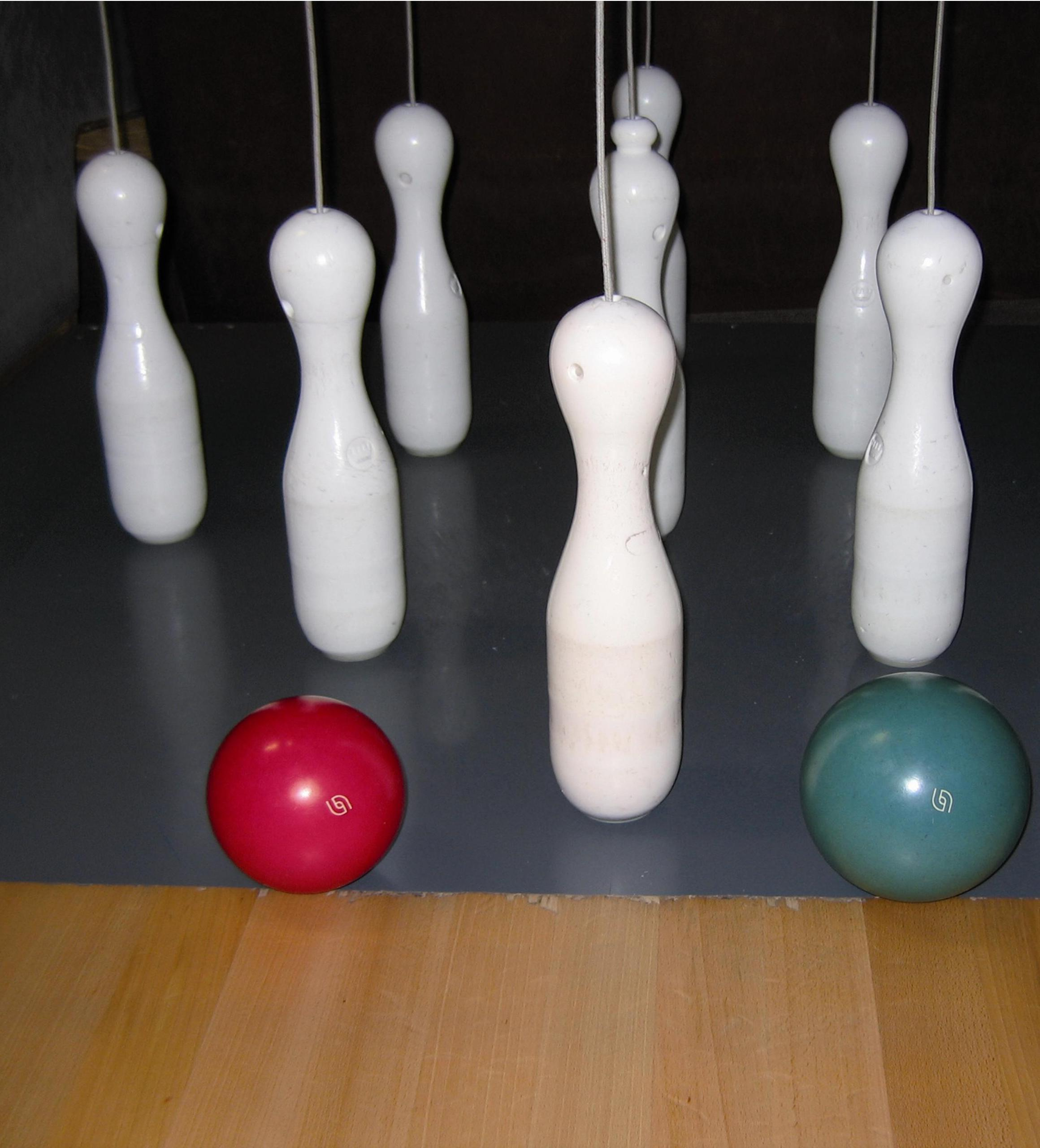
Kegels en ballen

## Spel en materiaal
Ook het traditioneel kegelen is uitgegroeid tot een serieuze wedstrijdsport. Schaarbaankegelen vraagt vooral lichaamsbeheersing, behendigheid en kracht in de schouders, armen en benen.
Een schaarbaan is 19 meter lang en loopt achteraan uit in een verbreding of schaar waar negen kegels in ruitvorm staan opgesteld. Het doel is om de kegels om te werpen door er een kunststof kegelbal zonder gaten naar te rollen.
Er bestaan twee werpmethodes: volle bos en afruimen. Bij volle bos komen na elke worp alle negen kegels terug. Bij afruimen moeten alle kegels (behalve de middelste) onderuit gaan vooraleer een nieuwe set van negen kegels wordt geplaatst.

## Spelregels
Men speelt series van 15 of 25 ballen. Na een serie met volle bos komt een serie afruimen. Tijdens een serie is het verplicht de voorste kegel links of rechts te raken. Dit noemt men 'de verplichte poort spelen'. Men wisselt de poort bij elke serie. Naargelang de categorie speelt men 100 of 120 ballen na elkaar. Elke omgeworpen kegel telt voor één punt. Degene die na het spelen van alle ballen de meeste punten heeft, is de winnaar.
Schaarbaankegelen gebeurt per leeftijdscategorie (jeugd, junioren, dames, heren, senioren). Voor kinderen zijn er kleinere ballen. Ook rolstoelgebruikers kunnen deze kegelsport beoefenen.
Naast het individueel Vlaams en het individueel Belgisch Kampioenschap, die het hoogst aangeschreven staan bij de kegelaars, zijn er ook belangrijke interclubcompetities met wekelijkse wedstrijden en diverse clubtoernooien.

## Trefpunt
De Vlaamse Kegelsportfederatie (VKF) vertegenwoordigt het kegelen in Vlaanderen. Indoorbanen zijn te vinden in de provincies Antwerpen en Oost-Vlaanderen. De VKF is aangesloten bij VlaS.
Schaarbaankegelen is ook populair als competitiesport in Wallonië en de Oostkantons. In het buitenland wordt de sport beoefend in Nederland, Luxemburg, Duitsland, Frankrijk, Italië, Brazilië en Argentinië. De VKF publiceert tweemaandelijks het tijdschrift 'Kegelkoerier'.